# Joshua Dunkley-Smith
Joshua Dunkley-Smith (ur. 28 czerwca 1989 w Melbourne) – australijski wioślarz, wicemistrz olimpijski, medalista mistrzostw świata.

## Osiągnięcia
| Rok  | Impreza                 | Miejsce   | Konkurencja          | Lokata     |
| ---- | ----------------------- | --------- | -------------------- | ---------- |
| 2009 | Mistrzostwa świata U-23 | Račice    | ósemka               | 4. miejsce |
| 2009 | Mistrzostwa świata      | Poznań    | ósemka               | 7. miejsce |
| 2010 | Mistrzostwa świata      | Hamilton  | ósemka               | 3. miejsce |
| 2011 | Mistrzostwa świata      | Bled      | czwórka bez sternika | 3. miejsce |
| 2012 | Igrzyska olimpijskie    | Londyn    | czwórka bez sternika | 2. miejsce |
| 2013 | Mistrzostwa świata      | Chungju   | czwórka bez sternika | 2. miejsce |
| 2014 | Mistrzostwa świata      | Amsterdam | czwórka bez sternika | 3. miejsce |